# Anna Roll
Anna Elisabet Roll, född 24 februari 1942 i Katarina församling, Stockholm, död 1 juli 2024, var en svensk skådespelare, regissör och manusförfattare.
Roll skrev manus och agerade i flera barnprogram under 1970-talet. Med Anders Linder har hon spelat med i Galaxer i mina braxer, sa Kapten Zoom. Hon var även med och dansade i Vid Vintergatans slut i regi av Petter Bragée.
Hon var dotter till tandläkaren Hans Roll och Ingrid, född Nordin. Sedan 1960-talet varn hon sambo med skådespelaren Anders Linder (född 1941), med vilken hon fick en son, musikern Olle Linder (född 1972). Hon är också faster till Nora Roll.

## Verk

### Filmografi
- 1976 – Galaxer i mina braxer, sa Kapten Zoom
- 1980 – Spela Allan
- 1980 – Slödder
- 2010 – Vid Vintergatans slut

### Regi, manus och filmmusik
- 1986 – Isalena och Energiskan